# Lapoș (okręg Prahova)
Lapoș – wieś w Rumunii, w okręgu Prahova, w gminie Lapoș. W 2011 roku liczyła 727 mieszkańców.